# نشانه لوین
نشانه لوین (انگلیسی: Levine's sign) مشت گره کرده‌ای است که بیماران دچار درد ایسکمیک آن روی قفسه سینه خود قرار می‌دهند تا درد ایسکمیک قفسه سینه را توصیف کند.
این نشانه نامش را از متخصص برجستهٔ قلب و عروق ساموئل ای. لوین می‌گیرد که نخستین بار آن را در بیمارانی که سعی داشتند درد قفسه سینه خود را توصیف کنند، مشاهده کرد. این علامت در سندرم حاد کرونری، سکته قلبی و آنژین صدری مشاهده می‌شود.
گونه‌ای از این علامت که بیمار از کل کف دستش به جای مشت گره‌شده بر روی سینه استفاده می‌کند، معمولاً با نام «نشانهٔ کف دست» شناخته می‌شود و در آمریکای لاتین به آن «نشانهٔ کوسیو»، «نشانهٔ کوسیو-لوین» یا «نشانهٔ فوچس-لوین» می‌گویند. متخصص قلب آرژانتینی «پدرو آلورالده کوسیو» (۱۹۸۶–۱۹۰۰) که این نشانه را در سال ۱۹۳۴ توصیف کرد و متخصص قلب برزیلی «فلاویو دنی فوچس» (۱۹۵۰-) نیز به عنوان یکی از توصیف‌کنندگان اولیهٔ این نشانهٔ بالینی شناخته شده‌اند.